# Platja de Port Alguer
La platja de Port Alguer, o de Port d'Alguer, també anomenada platja de Portdoguer, és una platja urbana del municipi de Cadaqués (Alt Empordà) situada a la badia de Cadaqués, en ple centre de la població, al barri de Port Alguer, prop de la platja des Portal i la platja Gran. Orientada a sud-est, té una longitud de 56,5 m i una amplada mitjana de 19,4 m, formada per pedres i sorra gruixuda de color fosc. Sobre la sorra sempre hi ha barques de pescadors varades.
La platja, molt pintoresca en estar envoltada per harmonioses cases pintades de blanc, algunes amb porxada, i presidides per la propera església de Santa Maria, es va fer famosa en ser recreada en un quadre de Salvador Dalí de 1924.
Està envoltada al nord pel carrer Riba Nemesi Llorens i al sud per la Riba Pitxot, on hi ha el monument a la Lidia de Cadaqués, de Ramon Moscardó, que mira cap a l'altre costat de la Badia, on hi ha una altra escultura similar.

## Toponímia
El nom de Port d'Alguer prové de l'abundància d'algues o posidònies i del fet que era utilitzada com a petit port pesquer. Hi ha referències al segle XVII de l'existència de botigues de pescadors a la zona. El nom de Portdoguer, pronunciat 'Purdugué' pels cadaquesencs, podria referir-se a port de dogues (peces de fusta corbada que formen el cos dels barrils), ja que aquí és on vivien els barrilers de Cadaqués.